# NGC 5341
NGC 5341 est une galaxie spirale barrée située dans la constellation des Chiens de chasse. Sa vitesse par rapport au fond diffus cosmologique est de 3 844 ± 14 km/s, ce qui correspond à une distance de Hubble de 56,7 ± 4,0 Mpc (∼185 millions d'al). NGC 5341 a été découverte par l'astronome irlandais R. J. Mitchell en 1857.
NGC 5341 présente une large raie HI. Selon la base de données Simbad, NGC 5341 est une radiogalaxie.

## Groupe de NGC 5395
Selon A.M. Garcia, la galaxie NGC 5341 fait partie d'un groupe de galaxies qui compte au moins cinq membres, le groupe de NGC 5395. Les autres galaxies sont NGC 5351, NGC 5394, NGC 5395 et UGC 8806.
D'autre part, Abraham Mahtessian mentionne aussi ce groupe auquel il ajoute la galaxie NGC 5378 et NGC 5380. Ces deux dernières galaxies font partie d'un trio mentionnées par Garcia, le groupe de NGC 5378. Dépendant des critères de regroupement utilisés, ces deux groupes pourraient sans doute être réunis pour former un groupe de huit galaxies.